# Holubinka trávozelená
Holubinka trávozelená (Russula aeruginea Lindbl. in Fr.) je jedlá houba z čeledi holubinkovitých.

## Popis
Klobouk v mládí polokulovitý, v dospělosti plochý až vmáčklý, 3 až 14 cm široký. Pokožka olivově nebo trávově zelená, místy s bělavými nebo okrovými skvrnami, vlhce lesklá, téměř ke středu slupitelná. Lupeny husté, tenké, křehké, bílé, později s nažloutlým odstínem.
Třeň 4 až 8 cm vysoký, 1 až 2 cm tlustý, válcovitý, dole někdy zúžený, bílý, plný, ve stáří vatovitě vycpaný.
Dužnina bílá, poraněním a stářím rezavějící. Chuť mírná nebo (zejména v lupenech) mírně palčivá, vůně nenápadná.
Výtrusy bezbarvé, téměř kulovité nebo elipsoidní, bradavčíté a s řídkou síťovanou strukturou (někdy chybějící), o rozměrech 5,5-10 × 4,5-6,5 µm. Výtrusný prach smetanový.

## Výskyt
Holubinka trávozelená roste od června do října v listnatých i jehličnatých lesích, nejčastěji pod břízami, méně často pod smrky a borovicemi. Rozšířena je po celé Evropě.

## Využití
Přes štiplavou chuť je všeobecně označována za jedlou houbu; tepelnou úpravou se palčivost ztrácí. Syrová nebo nedostatečně tepelně upravená může způsobit trávicí potíže.

## Možné záměny
Holubinka trávozelená může být nejspíše zaměněna za jiné zeleně zbarvené holubinky, zejména za jedlou holubinku nazelenalou nebo holubinku bukovku.
U nezkušených houbařů by mohlo dojít k záměně za smrtelně jedovatou muchomůrkou zelenou (Amanita phalloides), která se však nápadně odlišuje mimo jiné relativně dlouhým třeněm s prstencem a pochvou na jeho bázi.

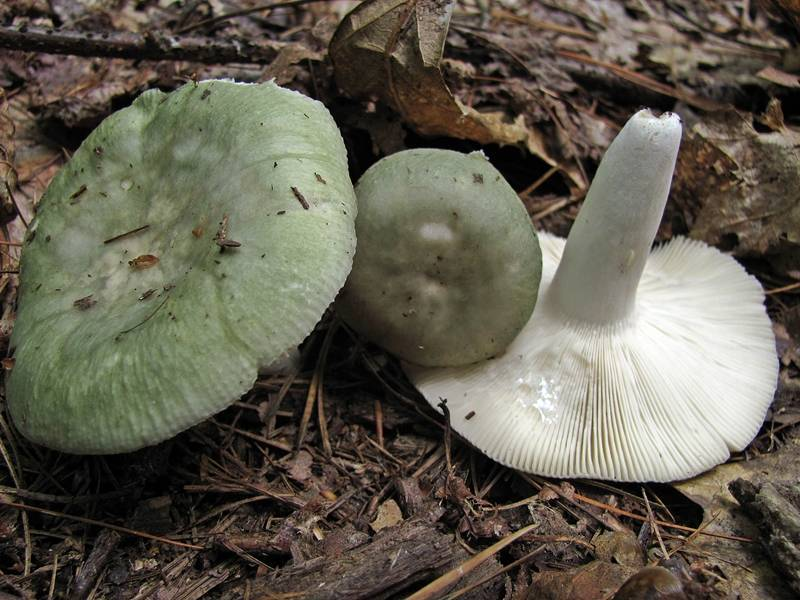
Skupina plodnic holubinky trávozelené